# Chant XXVIII du Paradis
Le Chant XXVIII du Paradis est le vingt-huitième chant du Paradis de La  Divine Comédie du poète florentin Dante Alighieri. Il se déroule dans le Primum Mobile, où résident les hiérarchies angéliques ; nous sommes dans la soirée du 14 avril 1300 ou du 31 mars 1300.

## Thèmes et contenus

### Neuf Chœurs angéliques comme des Cercles de Feu autour du Point divin , versets 1-45
De même que quelqu'un qui, percevant dans un miroir la flamme d'une torche derrière son dos, se retourne pour voir si le miroir rend la vérité et se rend compte que c'est le cas, de même, percevant dans les yeux de Béatrice un point très lumineux, Dante se retourne : sa vue est frappée par un point infiniment petit mais si aveuglant que l'œil est obligé de se fermer. Très près de ce point tourne un cercle de feu, très rapide, et autour de lui d'autres cercles, progressivement plus grands mais plus lents et moins lumineux. Béatrice explique que le Ciel et la Nature dépendent de ce point, et que le cercle le plus proche de Dieu est le plus rapide à cause de l'amour affectueux dont il est animé. Ce cercle, qui comprend le premier ordre d'anges,  les Séraphins, est à son tour entouré de huit autres cercles concentriques, progressivement plus grands et plus lents et moins lumineux, correspondant aux hiérarchies angéliques qui supervisent le mouvement des sphères célestes.

### Correspondances entre les Cieux et les Chœurs angéliques: versets 46-96

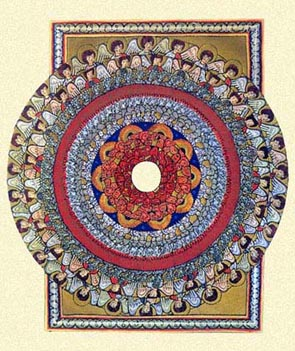
Peinture des neuf chœurs angéliques, tirée du bréviaire de Hildegarde de Bingen.

Dante est saisi par le doute car les sphères célestes sont ordonnées de manière opposée à ce qu'il voit. En effet, dans le monde sensible, le ciel le plus rapide, à partir duquel le mouvement est transmis aux huit autres, est le Premium Mobile, le ciel le plus éloigné de la Terre. Béatrice répond que la plus grande vertu produit des influences plus salutaires ; donc au Premium Mobile, dans le monde sensible, correspond, dans le monde suprasensible, le cercle angélique qui aime et connaît le plus Dieu, étant le plus proche de lui : celui des Séraphins. ([...] e come stella in cielo il ver si vide (verset 87) ) : de même que le ciel reste splendide et serein lorsque le mistral a balayé les nuages, de sorte qu'il brille dans toutes ses parties (paroffia), de même aux paroles de Béatrice l'esprit du poète est illuminé. Au même moment, alors qu'un chant d'Hosanna s'élève vers la Tache lumineuse, des chœurs angéliques étincellent.

### Les Hiérarchies angéliques: la Théorie de Denys l'Aréopagite et la Théorie (erronée) de Saint Grégoire le Grand: versets 97-139
Béatrice explique également à Dante que le premier ordre (ternarion) des anges est formé par les Séraphins, les Chérubins et les Trônes, et de là on peut comprendre que la béatitude dépend de l'acte de voir et non de l'acte d'aimer. Le deuxième ordre est formé par les Dominations, les Vertus et les Puissances ; le dernier par les Principautés, les Archanges et les Anges. Chaque ordre est attiré par Dieu et attire l'ordre inférieur vers Dieu. Grégoire le Grand distinguait différemment les hiérarchies angéliques, mais Denys l'Aréopagite connaissait cet arcane directement de saint Paul, qui l'avait vu au Ciel.

## Analyse
Il existe, entre autres, deux triolets qui nécessitent une analyse plus détaillée. La première au vers 91 : L'incendio suo seguiva ogni scintilla;/ed eran tante che il numero loro/ più che 'l doppiar delli scacchi s' immilla.
 Ce triolet a donné lieu à de nombreuses interprétations, mais il fait certainement référence à une légende orientale. Elle raconte que l'inventeur des échecs aurait demandé au roi de Perse, comme prix de son invention, un grain de blé pour la première case de l'échiquier, deux pour la deuxième, quatre pour la troisième et ainsi de suite, en progression géométrique, jusqu'à la soixante-quatrième : le roi, après avoir ri de la chose, se rendit compte que le nombre de grains était si grand (un nombre de vingt chiffres) que dans toute la Perse il n'y avait pas assez de blé pour satisfaire l'inventeur.
Le second au vers 108 :  Quinci si può veder come fonda / l'esser blato ne l'atto che vede,/ non in quel ch'ama, che poscia seconda;/ e del vedere è misura mercede, / che grazia partorisce e buona voglia : / così di grado in grado si procede.

Dante suit ici la doctrine de saint Thomas d'Aquib, qui fait consister la béatitude dans la vision de Dieu, et s'oppose à celle de Jean Duns Scot, qui la fait consister dans l'amour de Dieu. Le commentateur Luigi Pietrobono soutient que dans ce même chant il est dit que les Séraphins forment le cercle qui aime et qui sait le plus ; et ils aiment plus parce qu'ils voient plus : connaître et aimer sont donc deux aspects de la même réalité, et si la seconde ne peut être conçue sans la première, la première sans la seconde ne donnerait aucune béatitude.